# Jurandir (futebolista)

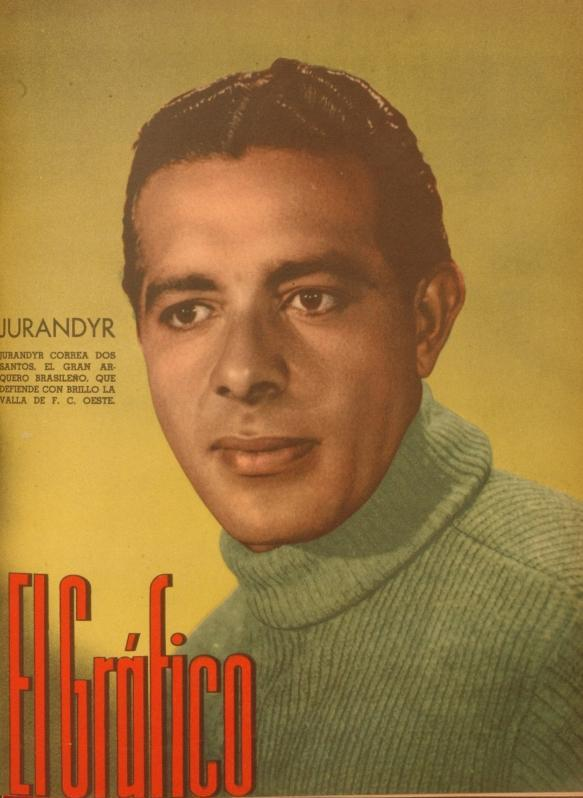
Na capa da revista argentina El Gráfico, como goleiro do Ferro Carril Oeste.

Jurandir Corrêa dos Santos (São Paulo, 26 de abril de 1912 - São Paulo, 4 de março de 1972) foi um futebolista brasileiro. Na Seleção Brasileira, defendeu a meta por oito vezes, tendo disputado o Campeonato Sul Americano de 1937.  
De 1942 até 1946 atuou pelo Clube de Regatas do Flamengo. É um dos grandes goleiros da história do time. Chegou para ser reserva de Yustrich, mas ganhou a posição. Jogou 107 partidas pelo time.
Defendeu também o então Palestra Itália (atual Palmeiras), o Corinthians, a Seleção Brasileira e as equipes argentinas do Ferro Carril Oeste (1940) e Gimnasia y Esgrima La Plata (1941, tendo atuado ali ao lado de outro ex-flamenguista, Caxambu).

## Clubes
- 1930-1933: AA São Bento
- 1934: São Paulo FC
- 1934: Fluminense FC
- 1935-1939: SE Palestra Itália
- 1940: Ferro Carril Oeste (Argentina)
- 1941: Giminasia y Esgrima La Plata (Argentina)
- 1942-1946: CR Flamengo
- 1946: SC Corinthians Paulista
- 1947-1948: Comercial FC (Ribeirão Preto)
- 1937-1944: Seleção Brasileira

## Títulos
Palestra Itália
- Campeonato Paulista: 1936 e 1938 (edição extra)

Flamengo
- Campeonato Carioca: 1942, 1943 e 1944
- Torneio Início do Rio de Janeiro: 1946
- Torneio Relâmpago do Rio de Janeiro: 1943